# F1 Circus CD
F1 Circus CD est un jeu vidéo de course de Formule 1 sorti en 1994 sur Mega-CD. Le jeu a été développé par Nihon Bussan puis édité par Nichibutsu.